# Giù la testa
Giù la testa è un film del 1971 diretto da Sergio Leone e interpretato da Rod Steiger, James Coburn e Romolo Valli. È il secondo film della cosiddetta trilogia del tempo, preceduto da C'era una volta il West (1968) e seguito da C'era una volta in America (1984).
Il film è ambientato nel Messico del 1913, durante la rivoluzione, e vi vengono citati Francisco Indalecio Madero, Pancho Villa, Emiliano Zapata e Victoriano Huerta. Le vicende sono da collocare nel periodo seguente l'assassinio di Madero da parte di Huerta, nel corso del tentativo della guerriglia, guidata da Villa e Zapata, di uccidere il nuovo dittatore.

## Trama
1913, nelle vicinanze di Mesa Verde (un'immaginaria città messicana). Juan Miranda, un peone messicano che è a capo di un gruppo di banditi composto dall'anziano padre, dai suoi sei figli e da altri membri della famiglia, si trova su una diligenza da lui appena rubata, quando il gruppo viene sorpreso dal fragore di alcune esplosioni: dai fumi e dalle polveri appare un motociclista, Sean Mallory, esperto dinamitardo ed ex rivoluzionario dell'IRA. Miranda vede subito in lui e nelle sue abilità nell'utilizzo degli esplosivi il mezzo perfetto per penetrare nei sotterranei della ricchissima Banca di Mesa Verde, suo sogno fin da quando era bambino. Juan gli propone quindi di lavorare insieme per colpire la banca, ma Sean rifiuta, perché è venuto a lavorare per Aschenbach, il proprietario di una miniera nelle vicinanze. Per convincere Sean a unirsi a lui, Juan escogita un trabocchetto e riesce a far sì che Sean uccida accidentalmente Aschenbach e un capitano dell'esercito a lui vicino mentre i due sono all'interno di una chiesa che viene fatta esplodere. A questo punto Sean sembra aver ceduto alle richieste di Juan e si incammina insieme a lui, ma alla prima occasione utile si dilegua.
Juan e i suoi figli si recano a Mesa Verde. Sul treno incontrano uno strano personaggio che stranamente aiuta il bandito a eliminare due poliziotti che lo avevano riconosciuto: si tratta del dottor Villega, a capo della piccola banda di rivoluzionari di Mesa Verde. Arrivato al paese, Juan osserva i primi segni del profondo cambiamento che esso ha subìto: la famosa banca non risplende d'oro e in ogni luogo ci sono piccoli manipoli di soldati che marciano o fucilano i rivoluzionari; su tutti i muri si possono leggere i manifesti del governatore Jaime: “El Sr. Gobernador ama al pueblo. El pueblo ama al Sr. Gobernador” (‘Il sig. Governatore ama il popolo. Il popolo ama il sig. Governatore’). Al bar di fronte alla banca, Juan ritrova Sean che lo stava aspettando per portarlo a una riunione dei rivoluzionari, in cui Villega spiega agli uomini l'obiettivo della successiva missione: sferrare vari attacchi in tutto il paese per permettere a Pancho Villa ed Emiliano Zapata di attuare il loro piano. Sean sceglie di occuparsi della banca e vuole Juan come aiutante. Juan, entusiasta, partecipa attivamente, per poi scoprire che i sotterranei della banca non ospitano più tesori, ma sono adibiti a prigione temporanea ricolma di contadini e di qualche politico. Dopo averli, seppur accidentalmente, liberati, il bandito diventa un eroe della rivoluzione e viene acclamato dalla folla.
Juan si sposta con tutti i rivoluzionari in un campo lontano dalla città dove le forze ribelli si stanno preparando per combattere le truppe del dittatore Victoriano Huerta. Nonostante l'ordine fosse di ritirarsi nelle grotte lì vicino, Sean decide di accamparsi su un'altura in vista di un ponte per sterminare le truppe del colonnello Günther Reza, che sarebbero passate di là. Con lui rimane solo Juan, il quale pensa che quella di Sean fosse una scusa per scappare, ma appena scopre che le sue intenzioni sono serie, decide per orgoglio di restare insieme a lui. I due posizionano due mitragliatrici pesanti in cima a una collina e riescono a sferrare un pesantissimo attacco in contropiede alle truppe del colonnello; attacco che sbaraglia completamente la truppa nemica grazie all'esplosione del ponte causata da Sean. Ciò nonostante, tornati alle grotte, scoprono che tutti i loro compagni sono morti in un'imboscata e Juan, vedendo i cadaveri dei propri figli, non sente più ragioni e decide di affrontare i soldati di Huerta a viso aperto, finendo catturato.
Dopo aver salvato Juan dall'esecuzione e scoperto che il dottor Villega aveva tradito i suoi compagni a seguito di varie torture, Sean decide finalmente di lasciarsi tutto alle spalle e si rifugia con Miranda in un vagone di bestiame diretto verso gli Stati Uniti. Ma la rivoluzione sembra seguirli ovunque e a seguito di alcuni scontri armati nella stazione, nel loro vagone si rifugia proprio il governatore Jaime, presente anch'egli sul treno. Il governatore tenta di convincere i due a lasciarlo passare in cambio di una borsa colma di denaro e ricchezze, mentre Sean lancia la pistola a Juan: sarà lui a decidere se ucciderlo. Miranda, accecato dal desiderio di vendetta, colpisce a morte il governatore e uscendo dal treno viene osannato di nuovo dalla folla.
Nel treno, ora in mano ai rivoluzionari, Juan e Sean incontrano alcuni capi e Villega; con loro pensano al da farsi, visto che mille soldati e Günther Reza stanno venendo loro incontro sullo stesso binario. Sean si offre di preparare un contrattacco: staccando la locomotiva dal resto dei vagoni e imbottendola di esplosivo, la farà schiantare contro il treno di Reza, causando così ingenti danni alle forze nemiche. Per attuare il piano chiede specificamente la collaborazione di Villega, al quale fa capire di essere a conoscenza del suo tradimento. A questo punto, attraverso una serie di flashback, viene mostrato come Sean, quando faceva ancora parte dell'IRA, avesse un amico fraterno di nome Nolan con cui fece la rivoluzione e con cui condivideva persino la stessa donna, ma che venne catturato e sotto tortura tradì Sean, aiutando i soldati a riconoscerlo. Sean riesce a uccidere i soldati prima di essere preso, ma travolto dall'odio uccide Nolan, unico caso in cui, dice a Villega, ha giudicato un altro uomo, ragion per cui non lo farà di nuovo. A ogni modo, nell'imminenza del salto per salvarsi la vita dall'impatto, Villega si pente di aver tradito i suoi compagni e decide di rimanere sulla locomotiva, morendo.
Ricongiuntosi con i rivoluzionari, durante lo scontro a fuoco con i soldati superstiti, Sean viene colpito dal colonnello Günther Reza, che viene a sua volta ucciso da un furioso Juan con una mitragliatrice. Juan assiste l'amico morente e decide di cercare aiuto ma, poco dopo essersi allontanato, si rende conto che Sean si è fatto accendere una sigaretta non per fumare ma con l'intento di innescare la dinamite che porta sempre addosso. Juan fa appena in tempo a voltarsi e a urlare il nome dell'amico che questo viene polverizzato dall'esplosione. Nell'ultima scena prima dei titoli di coda, Juan guarda davanti a sé e dice: "E adesso io?".

## Produzione
Il film, pensato da Sergio Leone, inizialmente doveva essere diretto dal celebre Sam Peckinpah, per la ferma volontà del regista italiano di fermarsi col western e di potersi dedicare a quello che da tempo sognava di realizzare, cioè C'era una volta in America, ma furono i due attori protagonisti Coburn e Steiger a rifiutare Peckinpah; i due accettarono di recitare a cachet ridotto solo a patto che a dirigere il film fosse lo stesso Leone. Oltre a Peckinpah, Leone aveva pensato anche di far dirigere il film a Peter Bogdanovich, di cui il regista italiano aveva visto il suo primo film, Bersagli. Ma, per incompatibilità caratteriali tra i due, Bogdanovich rifiutò.

### Cast
Il ruolo di Juan Miranda era stato inizialmente pensato per Eli Wallach (già protagonista del precedente film di Leone Il buono, il brutto, il cattivo nel ruolo di Tuco, il brutto), ma la produzione americana impose invece Rod Steiger, forte della recente vittoria dell'Oscar al miglior attore per La calda notte dell'ispettore Tibbs. Tale decisione lasciò sempre fortemente indispettito Wallach, malgrado le scuse del regista italiano.
Per interpretare al meglio la parte, Rod Steiger prese tre mesi di lezioni da una signora messicana per imparare la cadenza e l'accento particolare di chi ha avuto come madrelingua lo spagnolo, ma è costretto a esprimersi in un'altra lingua. Per non perdere la cadenza egli continuò a parlare in quel modo anche nella vita privata per tutta la durata delle riprese.
La scelta dell'interprete di John H. "Sean" Mallory fu ancora più tortuosa: inizialmente, infatti, Leone aveva pensato a Mallory come a un personaggio molto più giovane di quel che poi è stato rappresentato, e aveva l'idea di farlo interpretare a Malcolm McDowell. Quando poi Mallory è risultato essere, in stesura finale, un personaggio più maturo, venne preso in considerazione John Wayne, che però fu subito scartato, sia perché ritenuto inadatto alla parte sia perché si temeva che un nome di tale peso avrebbe catalizzato eccessivamente l'attenzione su Mallory. Altri interpreti che vennero valutati per interpretare la parte furono Gabriele Ferzetti e Jason Robards, i quali avevano entrambi già lavorato con Leone nel precedente C'era una volta il West, rispettivamente nel ruolo di Morton e Cheyenne. Infine, il ruolo andò a James Coburn, del quale Leone aveva sempre apprezzato l'interpretazione in I magnifici sette.

### Luogo
Gli esterni furono girati nella valle di Almería in Spagna. La facciata della banca di Mesa Verde, scenografia di Andrea Crisanti, è ispirata alla sede della Merchants' National Bank di Grinnell, nello Iowa, costruita nel 1914 su disegno dell'architetto Louis Sullivan. La stazione dei treni è l'originale stazione dei treni di Almeria, anche se attualmente è utilizzato un nuovo edificio e quello antico rimane per esposizione.

### Anacronismi
Nella scena dell'imboscata al ponte, Mallory e Miranda utilizzano due mitragliatrici di produzione tedesca, una MG 08 e una MG 42. Quest'ultima non era ancora stata prodotta all'epoca della rivoluzione messicana. Un altro anacronismo è dato dalla bandiera dell'IRA che Mallory custodisce nella sacca. Il film si svolge nel 1913, ma l'IRA si costituì solo nel 1916 dopo la Rivolta di Pasqua dall'unione degli Irish Volunteers e dall'Irish Citizen Army di James Connolly. Nella scena finale dell'assalto al treno dei soldati, i rivoluzionari utilizzano un mortaio Brixia mod. 35, anche questo non prodotto in quegli anni.

## Distribuzione
In origine il film avrebbe dovuto intitolarsi C'era una volta la rivoluzione. Il regista avrebbe voluto anche chiamare il lungometraggio Giù la testa, coglione!, frase pronunciata più volte da Mallory, ma il titolo venne censurato. L'insulto venne mantenuto nel titolo statunitense del film, Duck, You Sucker! (‘abbassati, idiota!’).
Il film venne distribuito in Italia a partire dal 29 ottobre 1971, e nella versione commerciale italiana venne tagliata la parte della tortura del dottor Villega.
In Francia il film è conosciuto come Il était une fois la Révolution (‘C'era una volta la Rivoluzione’, in francese). Il film è conosciuto anche con il titolo inglese A Fistful of Dynamite (‘Un pugno di dinamite’).

## Accoglienza

### Critica
(Segnalazioni cinematografiche, vol.72, 1972)
(F.Mininni, Sergio Leone, L'Unità/Il Castoro, 1995)
Sull'aggregatore di recensioni Rotten Tomatoes detiene un indice di gradimento del 92% basato su 26 recensioni, con una valutazione media di 7,40/10. Il consenso critico del sito web recita: «Duck, You Sucker! è un impertinente porzione di spaghetti western, con la chimica di James Coburn e Rod Steiger che accende lo schermo e lo stile bravura di Sergio Leone in piena mostra». Metacritic, che utilizza una media ponderata, ha assegnato al film un punteggio di 77 su 100, sulla base di 5 recensioni critiche. 
Il Chicago Reader lo ha elogiato per il suo «meraviglioso senso del dettaglio e per gli effetti spettacolari». Vincent Canby su The New York Times definì il film «idiosincratico» con «l'aspetto strano e il suono spostato del sogno di un regista inconfondibilmente italiano su come dovrebbero essere i film di Hollywood, ma non lo sono». In Messico, dove il film è conosciuto come Los Héroes de Mesa Verde, gli fu rifiutata la classificazione e di fatto bandito fino al 1979 perché considerato offensivo per il popolo messicano e la Rivoluzione.

## Riconoscimenti
- David di Donatello
  - 1972 – Miglior regista a Sergio Leone[10]